# Wyświetlacz
Wyświetlacz – urządzenie elektroniczne w formie powierzchni służące do wyświetlania informacji
Wśród wyświetlaczy wyróżnia się:
- wyświetlacz CRT (tradycyjny, z lampą elektronową)
  - wyświetlacz FED
  - wyświetlacz SED
- wyświetlacz neonowy, z lampami nixie
- wyświetlacz VFD (fluorescencyjny)
- wyświetlacz LCD (ciekłokrystaliczny)
  - wyświetlacz CSTN
- wyświetlacz PDP (plazmowy)
- wyświetlacz LED (diodowy)
- wyświetlacz OLED (organiczny)
- wyświetlacz laserowy
- wyświetlacz AMOLED
  - wyświetlacz Super AMOLED
- wyświetlacz TFT
- wyświetlacz DLP
- wyświetlacz siedmiosegmentowy
- wyświetlacz iMoD
  - wyświetlacz UFB LCD
  - wyświetlacz LTPS-TFT / LTPS LCD